# Región de Chari-Baguirmi
Chari-Baguirmi es una de las 23 regiones de Chad (Decretos n.º 415/PR/MAT/02 y 419/PR/MAT/02), y su capital es Massenya. Se formó a partir de la antigua prefectura de Chari-Baguirmi (subprefecturas de Massenya y Bousso y parte de la subprefectura de Yamena).

## Subdivisiones
La región de Chari-Baguirmi está dividida en 3 departamentos:
| Departamento | Capital  | Subprefecturas                                |
| ------------ | -------- | --------------------------------------------- |
| Baguirmi     | Massenya | Dourbali, Maï Aïche, Massenya                 |
| Chari        | Mandélia | Koundoul, Linia, Lougoun, La Loumia, Mandélia |
| Loug Chari   | Bousso   | Bä Illi, Bogomoro, Bousso, Kouno, Mogo        |

## Demografía
Los grupos etno-lingüísticos principales son los árabes (más del 33 %), los Fula, los Barma, los Kanuri y los Ngambay.